# Dienis Szypot´ko
Dienis Jewgienjewicz Szypot´ko (ros. Денис Евгеньевич Шипотько; ur. 28 lutego 1985 w Angarsku) – rosyjski siatkarz, grający na pozycji przyjmującego, reprezentant Rosji. 

## Sukcesy klubowe
Puchar Challenge:
- 2016

Mistrzostwo Rosji:
- 2018, 2021

Puchar CEV:
- 2021

## Sukcesy reprezentacyjne
Letnia Uniwersjada:
- 2013